# BO-450
BO-450 – radziecki, a następnie albański ścigacz okrętów podwodnych (klasyfikowany w Albanii jako patrolowiec) z okresu zimnej wojny, jeden z sześciu pozyskanych przez Albanię okrętów proj. 122bis. Okręt został zwodowany 11 marca 1954 roku w stoczni numer 340 w Zielenodolsku, a do służby w Marynarce Wojennej ZSRR przyjęto go 30 września 1954 roku. 27 grudnia 1956 roku nazwę okrętu zmieniono na MPK-450, a w 1960 roku jednostka została zakupiona przez Albanię i weszła w skład Marynarki Wojennej tego państwa 27 marca 1960 roku. Okręt, oznaczony podczas wieloletniej służby numerami 502, 350, 340, F-322 i P-207, w 1995 roku wpłynął nielegalnie na włoskie wody terytorialne i został internowany w Brindisi, skąd powrócił w 1998 roku. Jednostka została wycofana z aktywnej służby prawdopodobnie w 2003 roku.

## Projekt i budowa
Prace nad dużym ścigaczem okrętów podwodnych, będącym rozwinięciem ścigaczy proj. 122A, rozpoczęły się w ZSRR w 1943 roku. Ostateczny projekt jednostki powstał w biurze konstrukcyjnym CKB-51 w Gorki w 1944 roku. W porównaniu do poprzedników nowe okręty miały większą wyporność, doskonalsze uzbrojenie ZOP i wzmocniony kadłub, a przez to wzrosła ich dzielność morska. W 1946 roku rozpoczęto produkcję seryjną, budując łącznie 227 okrętów.
BO-450 (ros. Bolszoj Ochotnik) zbudowany został w stoczni numer 340 w Zielenodolsku (nr budowy 810). Stępkę okrętu położono 19 grudnia 1953 roku, został zwodowany 11 marca 1954 roku, a do służby w Marynarce Wojennej ZSRR wszedł 30 września 1954 roku.

## Dane taktyczno-techniczne

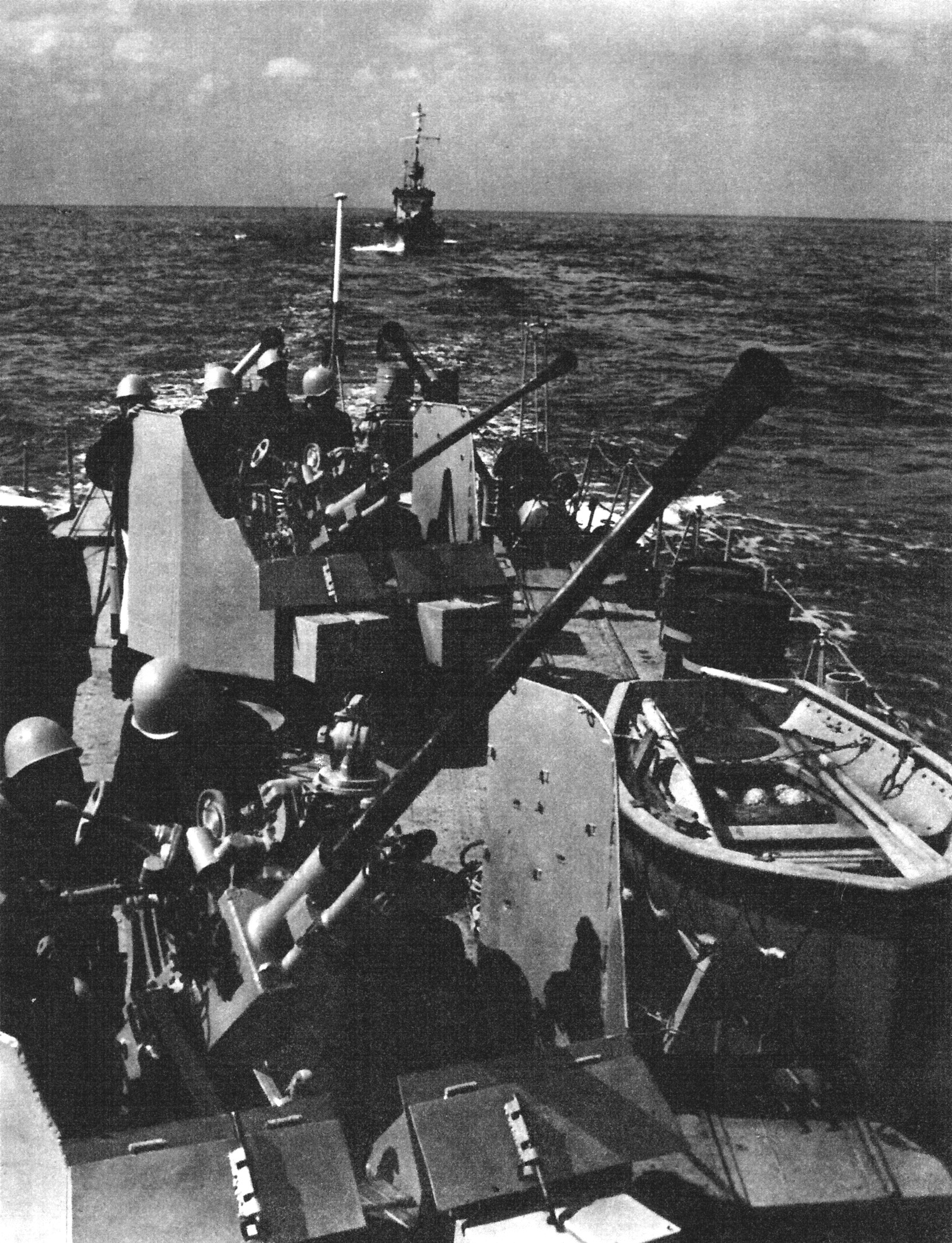
Działka 70-K na pokładzie polskiego ścigacza proj. 122bis

Okręt był dużym, pełnomorskim ścigaczem okrętów podwodnych. Długość całkowita wynosiła 51,7 metra (49,5 metra na konstrukcyjnej linii wodnej), szerokość 6,6 metra i zanurzenie 2,2 metra. Wyporność standardowa wynosiła 302 tony, zaś pełna 336 ton. Okręt napędzany był przez trzy silniki Diesla 9D o łącznej mocy 3300 koni mechanicznych (KM). Trzy wały napędowe poruszały trzema trójłopatowymi śrubami o średnicy 1,13 m każda. Maksymalna prędkość okrętu wynosiła 19 węzłów. Okręt zabierał 18 ton oleju napędowego, co pozwalało osiągnąć zasięg wynoszący 3000 Mm przy prędkości 12 węzłów lub 4100 Mm przy prędkości 8,5 węzła. Autonomiczność wynosiła 10 dób.
Uzbrojenie artyleryjskie jednostki stanowiło pojedyncze działo kal. 85 mm L/52 90-K, z zapasem amunicji wynoszącym 230 sztuk, dwa działka plot. kal. 37 mm 70-K L/73, z zapasem amunicji wynoszącym 1000 sztuk na lufę (2 x I) oraz cztery karabiny maszynowe kal. 12,7 mm L/79 (2 x II), z zapasem 2000 sztuk amunicji na lufę. Broń ZOP stanowiły dwa rakietowe miotacze bomb głębinowych RBU-1200 i dwie zrzutnie bomb głębinowych (z łącznym zapasem 36 bomb). Alternatywnie okręt mógł przenosić do 18 min. Wyposażenie uzupełniał trał kontaktowy KPT-1. Wyposażenie radioelektroniczne obejmowało sonar Tamir-10 lub Tamir-11 oraz radar Lin’ lub Neptun.
Załoga okrętu składała się z 50-54 oficerów, podoficerów i marynarzy.

## Służba
BO-450 służył początkowo we Flocie Bałtyckiej. 27 grudnia 1956 roku w związku ze zmianą klasyfikacji okręt otrzymał nazwę MPK-450 (ros. Małyj Protiwołodocznyj Korabl). 26 września 1957 roku został przeniesiony do Floty Północnej. W 1960 roku jednostka została pozyskana przez Albanię (dołączając do bliźniaczych ścigaczy BO-345, BO-346, BO-388 i BO-389). Okręt przyjęto w skład Marynarki Wojennej tego państwa 27 marca 1960 roku. Jednostka, klasyfikowana w marynarce albańskiej jako patrolowiec, oznaczona była w ciągu wieloletniej służby numerami 502, 350, 340, F-322 i P-207. W 1995 roku okręt (oznaczony wówczas numerem burtowym F-322) wpłynął nielegalnie na włoskie wody terytorialne i został internowany w Brindisi, skąd powrócił w 1998 roku. Jednostka została wycofana z aktywnej służby prawdopodobnie w 2003 roku.